# Щоденник

Архітектор Нікодемус Тессін. Щоденник часів перебування у Європі з малюнками, 1688 р. Національна бібліотека Швеції.

Щоде́нник (застар. діаріуш, діяріуш, діарій) — літературно-побутовий жанр, фіксація побаченої, почутої, внутрішньої пережитої події, яка щойно сталася. Щоденник може бути фрагментарним, веденим тільки у певний період (творчого піднесення, фіксація зустрічей з уславленою особою, частіше, у періоди закоханості), а може бути постійним і слугувати переліком тем для статей чи літературних творів. Щоденник передбачає використання датування. Щоденник може мати як тільки тексти, так і малюнки, іноді надзвичайно талановиті й художньо вартісні (напр.: архітектор Нікодемус Тессін або художник Павло Корін під час перебування у Італії створили щоденник, що мав малюнки надзвичайної художньої вартості).

## Історія або щоденні записи астрологів

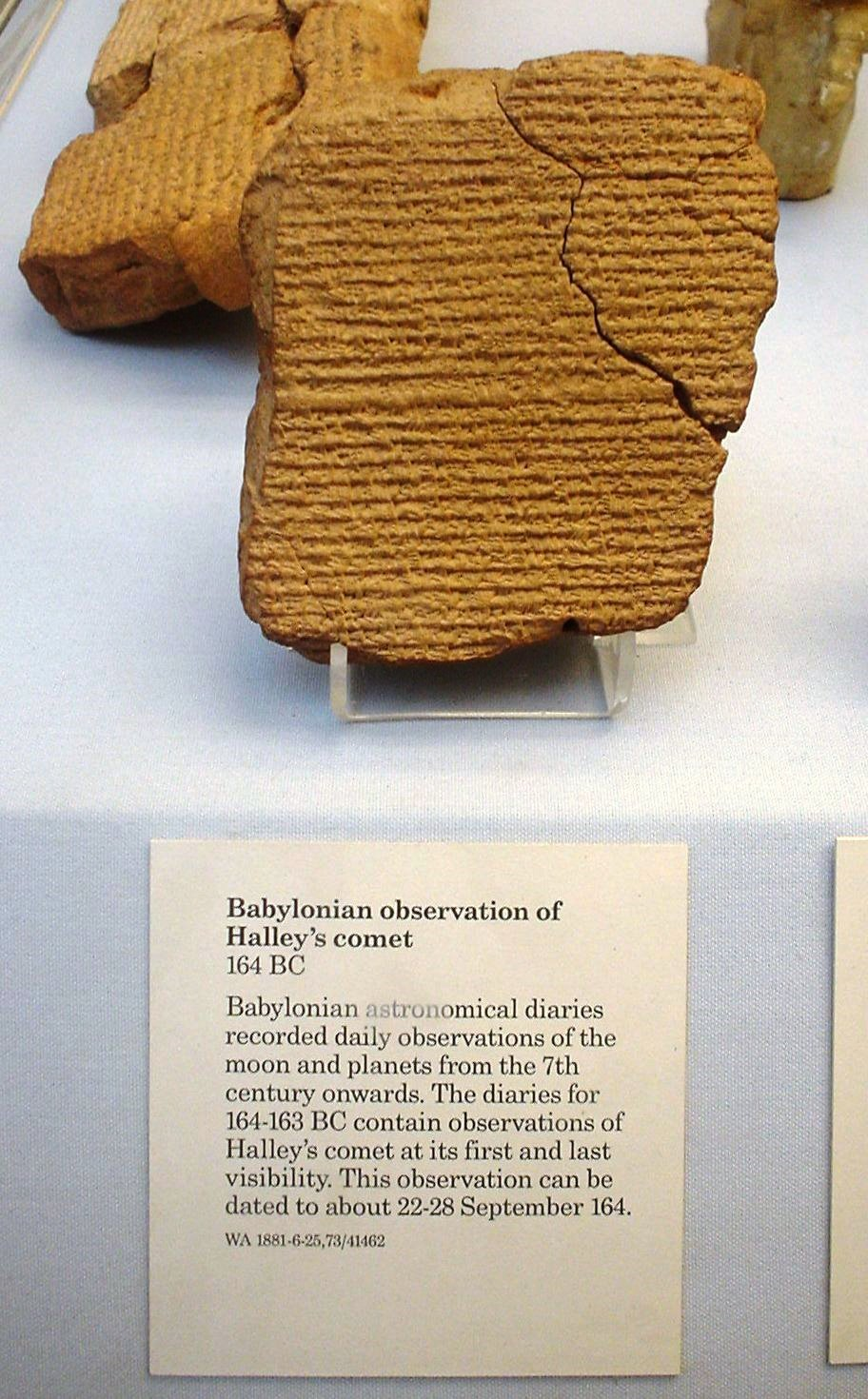
Глиняна табличка з Вавилону, датована 164 роком до н. е. Британський музей, Лондон.

Спроби вести щоденні записи відомі в культурах з розвиненою писемною культурою. Розкопки на територіях сучасної держави Ірак, цієї батьківщини декількох стародавніх цивілізацій, надали європейським науковцям тисячі глиняних таблиць. Потрощені і викинуті або ретельно складені в стародавніх чи то «бібліотеках», чи то архівах, вони до паперових носіїв інформації зберегли сторінки минувшини. Серед вивезених в Британський музей в Лондоні опинились тисячі фрагментів глиняних таблиць з клінописом. Серед них і знайшли щоденні записи якогось вавилонського астролога (і астронома) з ретельними записами спостережень за зірками та відомими тоді планетами (тобто «мобільними зірками») та магічні тлумачення зв'язку руху зірок із тогочасними подіями. Серед побутових записів і навіть вказівок на тогочасні ціни на зерно знайдені і згадки про появу армії Александра Македонського та перші битви між вавилонянами, персами та греками-чужинцями, датовані 331 роком до н. е. …

## Щоденники протестантів

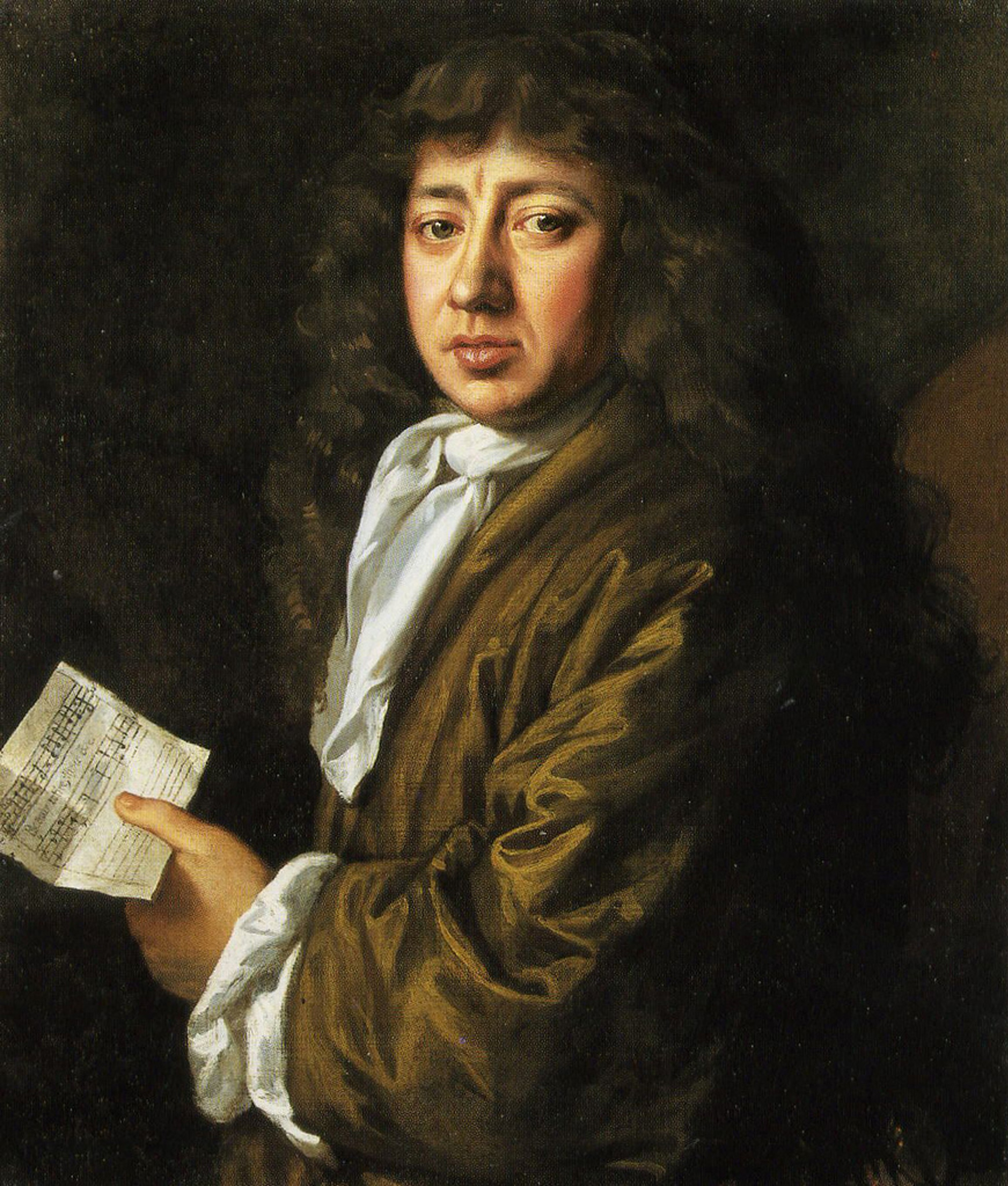
Худ. Джон Хейлз. " Семюел Піпс ", 1666 року.

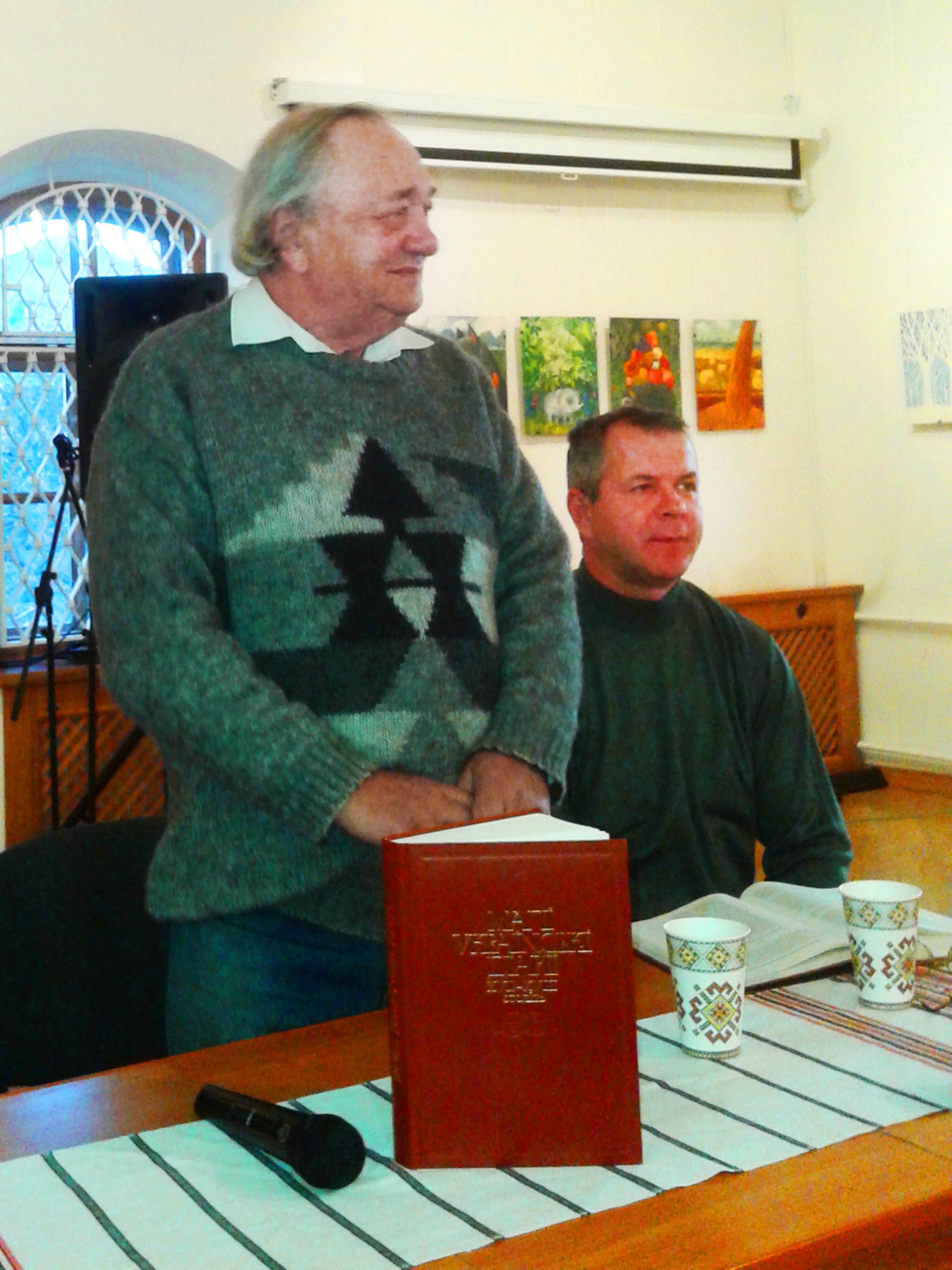
В. Шевчук (стоїть) на презентації власного перекладу щоденників українських діячів «Малі українські діярії XVII—XVIII ст.» (Музей книги та друкарства України)

Щоденники в сучасній формі на паперових носіях виникають в протестантських країнах Європи. Цьому сприяли протестантські настанови управління «внутрішнім світом» вірянина, його звітом в зробленому за день перед Богом, передуманого і відчутого. Логічно, що перший такий щоденник належав протестанту-англійцю. Ним був Семюел Піпс (1633—1703).
Піпс починав як бідняк, але вдало піднімався наверх кар'єрою чиновника, був обраний до британського Парламенту, в 1679 переобраний, але за звинуваченням у співучасті у змові, точніше — за намовою ворогів і заздрісників, звільнений і на кілька місяців був ув'язнений у лондонському Тауері. 1683 року був посланий з місією в місто Танжер, з 1684 — він секретар самого короля з військово-морських справ, активно сприяв створенню в імперії сучасного флоту при Карлі, а з 1685 — при Якова II Стюарті. В 1689, після відсторонення від влади і втечі з країни короля Якова і обрання королем голландця-протестанта Вільгельма Оранського, Піпс програв на парламентських виборах, був змушений покинути високу посаду. За підозрою в симпатіях до короля вигнанця Якова був короткочасно  ув'язнений у 1689 та 1690 роках. Відійшов від публічного життя, а в 1700 покинув Лондон, усамітнившись у своєму маєтку, де через кілька років і помер. Йому було що пригадувати і описувати.
Семюел Піпс приятелював з британськими науковцями Ісааком Ньютоном і Робертом Бойлем, Джоном Драйденом і математиком та архітектором Крістофером Реном. Він грав в карти, займався живописом, складав вірші. Але найвизначнішим здобутком його життя став «Щоденник», який писав у 1660–1669 роках і в якому з властивою йому сумлінністю відтворив як загальні катастрофи — Велику лондонську чуму 1665 року і Велику лондонську пожежу 1666 року, бої між народами (Друга англо-голландська війна 1665–1667 років), політичні колізії і придворні чвари, так і подробиці власного побуту, дієти, власних любовних авантюр та інше. Піпс перестав вести записи через проблеми із зором, а диктувати їх сторонній особі не хотів. Його щоденник — з політичних і родинних міркувань — був зашифрований за системою Томаса Шелтона і зберігався незмінним у бібліотеці коледжу Св. Магдалини до початку XIX ст. Записи були розшифровані текстологом Джоном Смітом. Вперше «Щоденник» Піпса видано 1825 року, в добу романтизму, коли культура ведення щоденників набула розповсюдження.

## Сучасні уявлення про щоденник
Щоденник пишеться для себе і не розрахований на публічне сприймання, у ньому нотуються переважно явища особистого, приватного життя, здебільшого у монологічній формі, хоча може бути й внутрішньо ділогічна (полеміка із самим собою, з уявним опонентом тощо). Ці ознаки особистого щоденника сприяли його поширенню у художній літературі, особливо наприкінці 18 ст., коли поглиблювався інтерес до людської душі, що притаманне сентименталізму («Сентиментальні мандри» Л. Стерна). Певні особливості щоденника використовувались у пригодницькій літературі, скажімо, у Ж. Верна, філософських текстах («Щоденник зрадника» С. К'єркегора) тощо.

## Інтернет щоденники
Коли інтернет став загальнодоступним, дехто почав використовувати його як медіум для записів подій свого життя, з можливістю мати додаткову аудиторію. Першим онлайн щоденником вважається «Open Diary» Клаудіо Пінханеза, що публікувався на сайті MIT Media Lab з 14 листопада 1994 року до 1996.

## Відомі особи, що роками вели щоденники
- Пилип Орлик (1672—1742), український гетьман у вигнанні
- Леонардо да Вінчі (1452—1519), художник за фахом
- Лоренцо Лотто (бл. 1480— бл. 1557), венеціанський художник, окремі записи в розрахунковій книзі
- Катерина ІІ (1729—1796), російська імператриця, автор утаємниченого, надто побутового і аполітичного щоденника, завдання якого не виявити, а приховати приватне життя і власні наміри.
- Пушкін Олександр Сергійович  (1799—1837), російський поет (щоденник частково знищений самим поетом через політично небезпечні записи)
- Стендаль (1783-1842), французький письменник
- Едмон де Гонкур (1822—1896), французький письменник
- Френк Бухер (1828—1890), швейцарський художник-реаліст
- Стефан Жеромський, польський письменник
- Половцов Олександр Олександрович (1832-1909), держсекретар років  царя Олескадра ІІІ, промисловець, меценат, колекціонер
- Чайковський Петро Ілліч  (1840—1893), російський композитор, автор утаємниченого щоденника, завдання якого не виявити, а приховати від агресивного оточення власне приватне життя. Справжнім " щоденником " талановитого композитора стануть його листи
- Анна Ахматова (1889-1966).
- Антанас Баранаускас (1835—1902), литовський поет, математик
- Сельма Лагерлеф (1858—1940), шведська письменниця, авторка історичних та краєзнавчих книг
- Бунін Іван Олексійович (1870—1953), російський письменник
- Кете Кольвіц (1867—1945), німецька художниця
- Вітольд Ґомбрович (1904—1969), польський драматург
- Альбер Камю   (1913—1960), французький письменник
- Цвєтаєва Марина Іванівна (1892-1941), російська перекладачка, поетка
- Аннєнков Юрій Павлович (1889—1974), художник-емігрант, автор «Щоденника моїх зустрічей» або «Цикл трагедій»
- Фанні Берні(1752—1840), англійська письменниця
- Енн Морроу Ліндберг (1906—2001), американська письменниця та льотчиця
- Анаіс Нін (1903—1977), американська і французька письменниця, відома своїми еротичними романами.
- Тарковський Андрій Арсенійович  (1932—1986), російський кінорежисер
- Жорж Санд (1804—1876), французька письменниця

## Щоденник в українській літературі

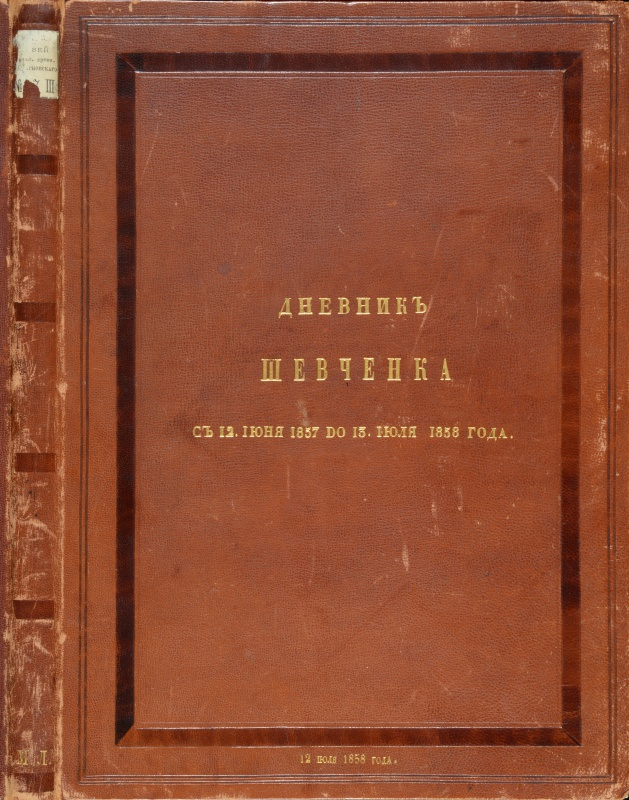
Щоденник Тараса Шевченка

В українській літературі щоденники багатьох письменників стали незамінними історичними та духовними документами. Найвідомішим з них є щоденник, написаний Тарасом Шевченком (див. Щоденник Тараса Шевченка).
Інші відомі щоденники були створені такими українськими письменниками та дячами культури:
- Башкирцева Марія Костянтинівна (1858—1884)[2]
- Роман Бжеський (1894-1982), письменник, літературний критик, журналіст
- Васильченко Степан Васильович (1878—1932)[3]
- Винниченко Володимир Кирилович (1880—1951)[4]
- Гончар Олесь Терентійович (1918—1995)[5]
- Гуменна Докія Кузьмівна (1904—1996)[6]
- Довженко Олександр Петрович (1894—1956)[7] (див. Щоденник Олександра Довженка).
- Драй-Хмара Михайло Опанасович (1889—1939)[8][9]
- Єфремов Сергій Олександрович (1876—1939)[10]
- Забужко Оксана Стефанівна (нар. 1960)
- Загребельний Павло Архипович (1924—2009)[11]
- Іваничук Роман Іванович (1929—2016)[12][13]
- Кобилянська Ольга Юліанівна (1863—1942)
- Куліш Микола Гурович (1892—1937)
- Любченко Аркадій Панасович (1899—1945)[14]
- Маркевич Яків Андрійович (1696—1770)[15]
- Осадчук Петро Ількович (1937—2014)[16]
- Остап Вишня (1889—1956)[17]
- Пушик Степан Григорович (1944—2018)
- Самчук Улас Олексійович (1905—1987)[18]
- Стус Василь Семенович (1938—1985)[19]
- Танюк Леонід Степанович (1938—2016)[20]
- Тичина Павло Григорович (1891—1967)[21]
- Тютюнник Григір Михайлович (1931—1980)[22]
- Чикаленко Євген Харламович[23]

## Щоденник, як джерело історичних подій

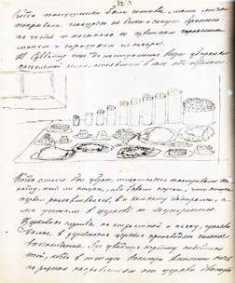
Щоденник генерала Потоцького

Щоденники мають важливе значення як свідчення очевидців певних історичних подій. Нижче наводиться декілька прикладів таких щоденників, які стосуються історії України.
- Малі українські діярії XVII–XVIII століть / Упоряд., перекл., вступ. ст., комент. В. Шевчука. – К.: TOB "Видавництво "Кліо"", 2015. – 408 с.
- «Діаріуш» гетьмана Пилипа Орлика.
- Радченко Олександра Миколаївна (1896—1965) вела щоденник під час голодомору.[24]
- «Репресовані» щоденники. Голодомор 1932—1933 років в Україні. Упор. Ярослав Файзулін. Київ: видавництво «Фенікс», 2018[25].
- Щоденник Львівського гетто. Спогади рабина Давида Кахане. Упорядник др. Жанна Ковба. — К.- 2003.
- Фоєрман, Юліуш. Щоденник зі Станіслава (1941—1943 рр.) Пер. з польської. — Івано-Франківськ: Лілея-НВ, 2009. — 56 с. ISBN 978-966-458-102-5 (свідчення про Голокост в Україні)
- Андрій Курков. Щоденник майдану та війни. Харків: Фоліо, 2018.
- Роман Зіненко. Іловайський щоденник.

## Галерея обраних фото

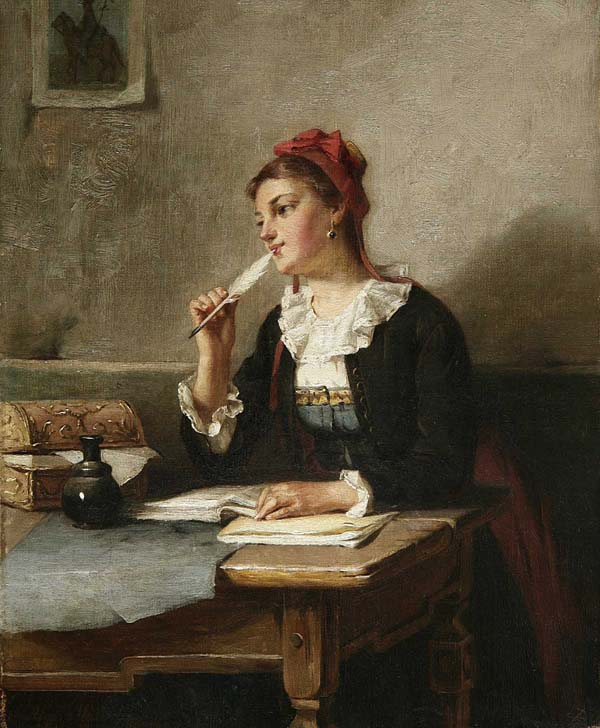
Худ. Август Мюллер. «Дівочий щоденник», 1885 р.

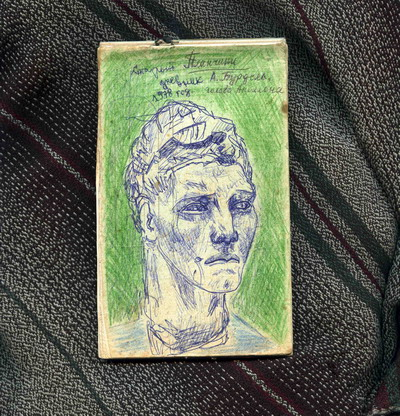
Зразок саморобного кишенькового щоденника студента, обкладинка з використанням кольорових олівців.
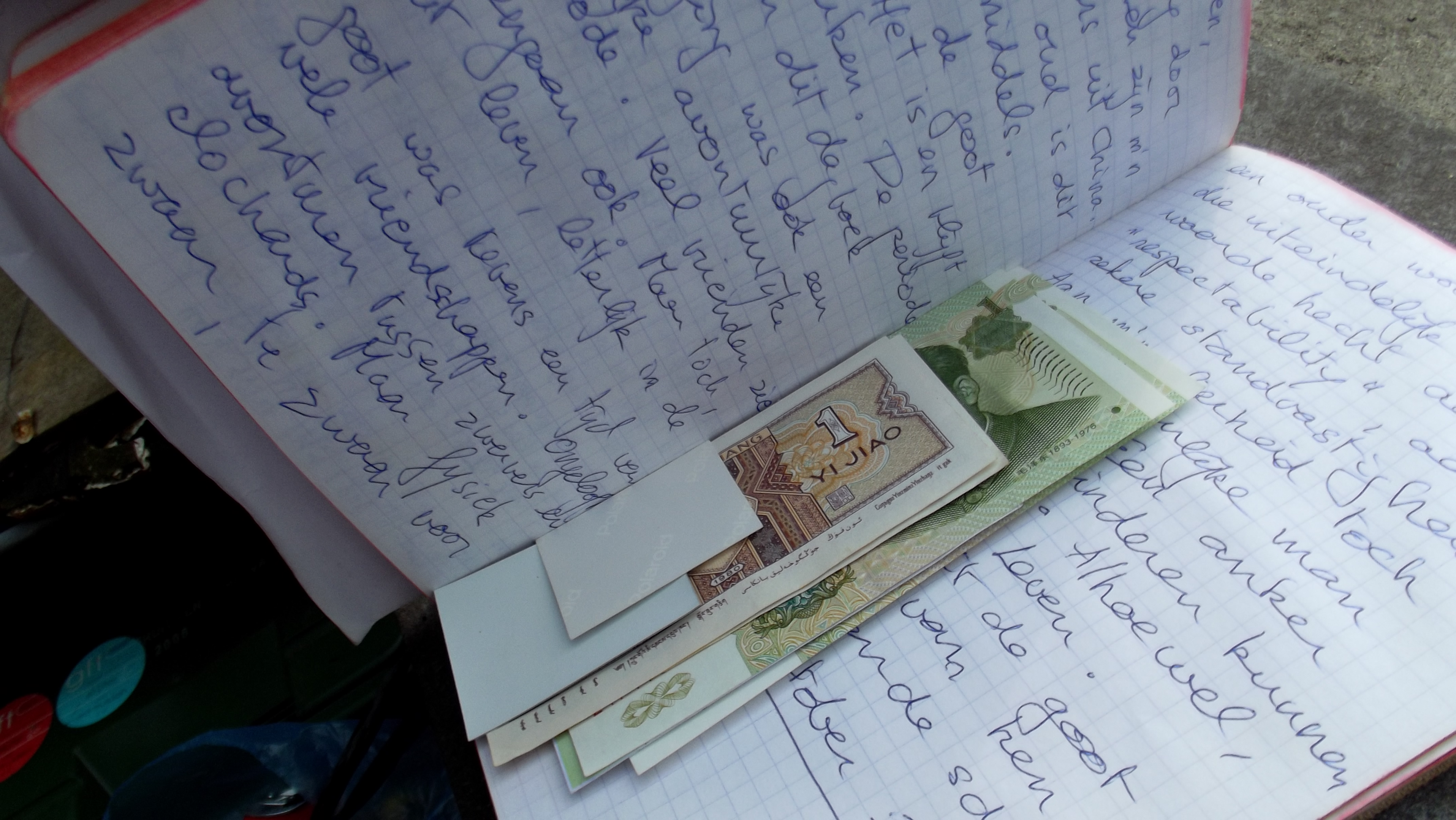
Щоденник німецькомовного користувача вікіпедії, фото 2013 р.
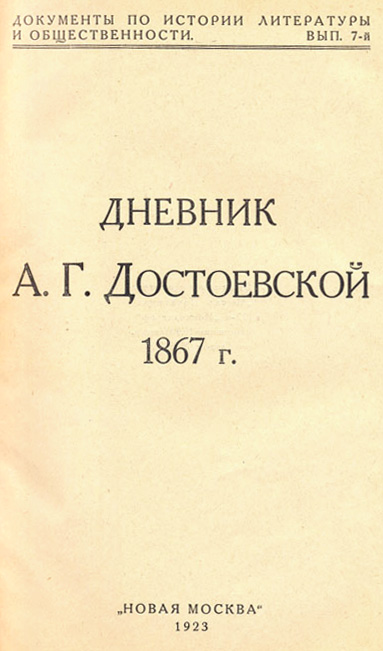
Щоденник пані А. Достоєвської, видання 1923 р.
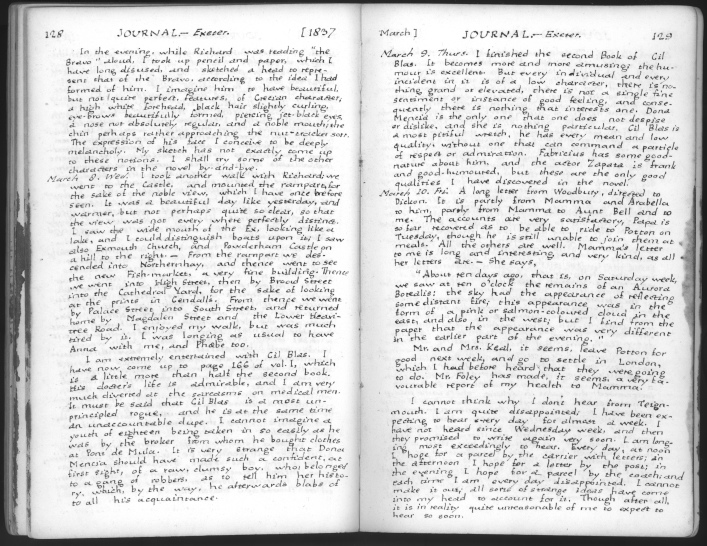
Щоденник Емілі Шор, 1838 р., фото 2014 р.
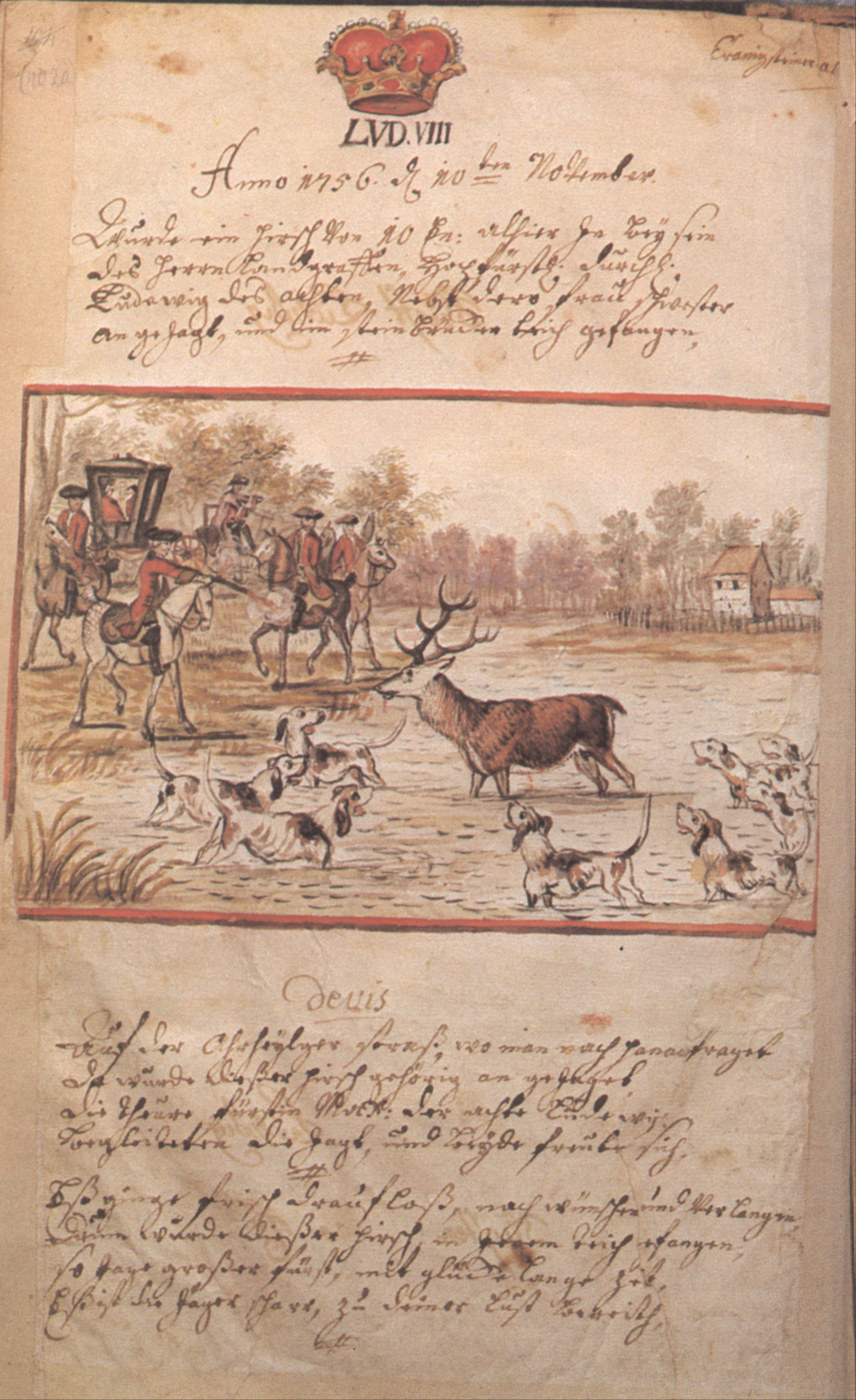
Щоденник Людвига VIII Гессен-Дармштадського з малюнком полювання на оленя, 1756 р., скан 2011 р.
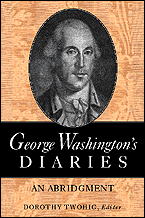
Щоденники Джорджа Вашингтона, фото обкладинки 2014 р.
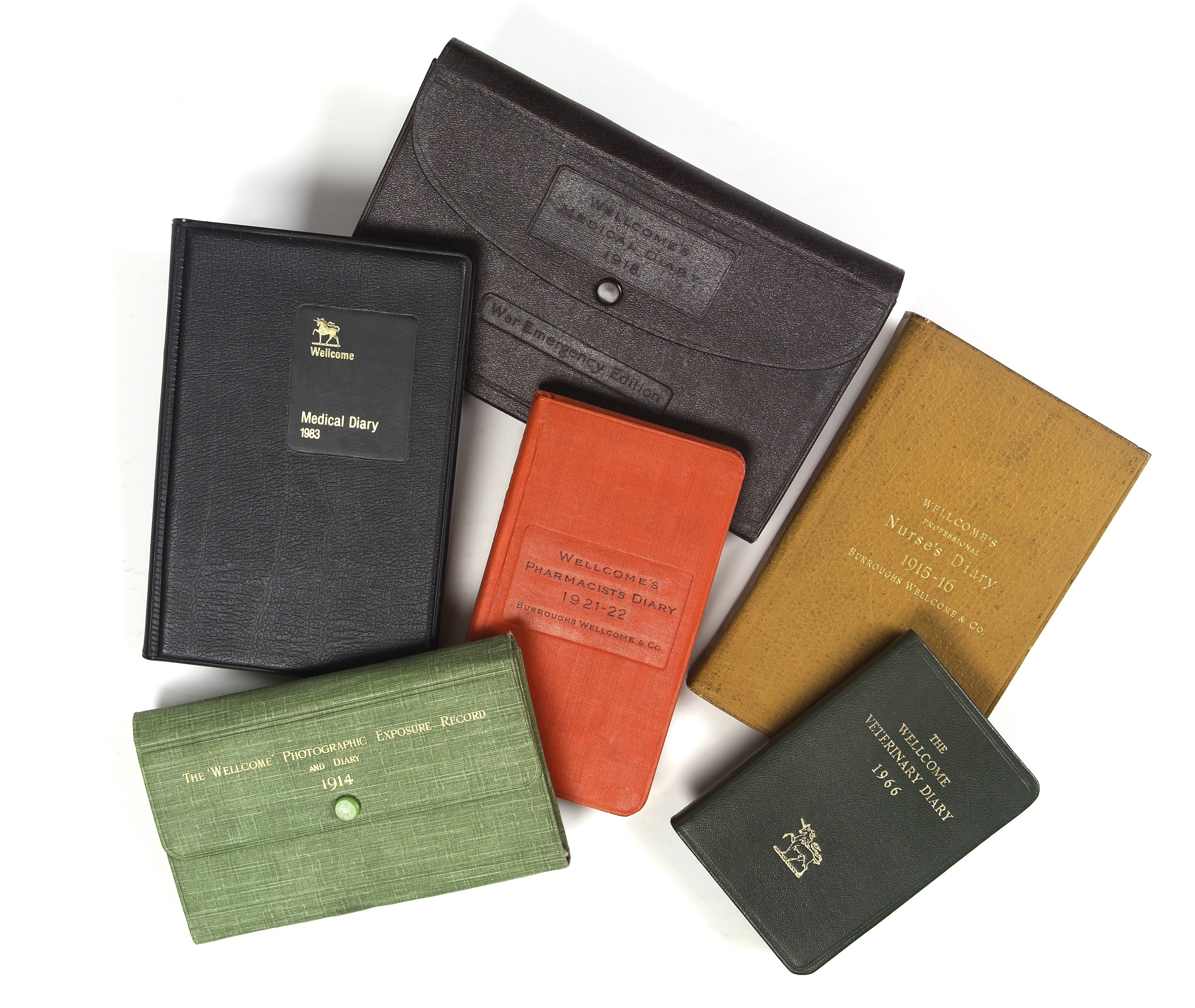
Комплект друкарських щоденників різного розміру, фото 2014 р.
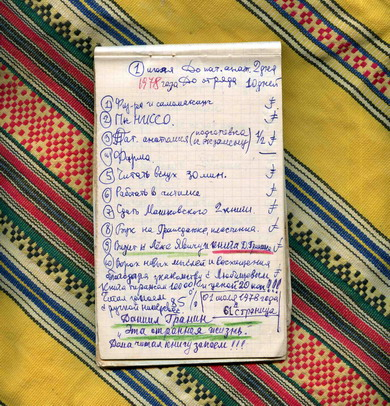
Сторінка студентського щоденника від 1978 року з враженнями про книгу Д. Граніна «Це дивацьке життя».